# Russula olivacea
Russula olivacea (Schaeff.) Fr., Epicrisis Systematis Mycologici (Upsaliae): 356 (1838).
La russula (o rossola) olivacea, detta anche colombina, è una specie di controversa commestibilità; un tempo era considerata un ottimo fungo commestibile, ma col tempo ha rivelato una tossicità non indifferente se consumata cruda oppure poco cotta.

Se ne sconsiglia pertanto la raccolta ai meno esperti, che potrebbero confonderla con specie congeneri eduli senza riserva; in ogni caso si raccomanda di farla cuocere molto bene.

## Descrizione della specie
Cappello
8-16(20) cm di diametro, prima convesso, poi piano con depressione centrale, sodo ma non duro.
cuticolaopaca, asciutta, sottile, separabile per un terzo, con caratteristiche screpolature che si intravedono lungo il bordo, colore molto variabile dal verde al bruno-viola, grigio olivastro.
Lamelle
Fitte, poi spaziate, piuttosto larghe, leggermente arrotondate, a volte forcate verso il gambo, adunate o annesse, unite da nervature sul fondo (anastomizzate), lamellule assenti, prima crema poi giallo-ocraceo.
Gambo
4-10(13) × 2-3,5 cm, cilindrico, leggermente arrotondato alla base, svasato all'apice, biancastro o con sfumature rosa, glabro, duro, non molto pieno, poi farcito a maturità, più o meno rugoloso.
Carne
Da bianca a giallastra, sfumata di rosso sotto la cuticola, spessa, compatta.
- Odore: fruttato.
- Sapore: dolciastro, di nocciola.

Spore
8,5-10,5 × 7,5-9,0 µm, subglobose o ovoidali, con aculei isolati, non reticolate, ornamentazione amiloide, giallo ocra in massa.

## Reazioni macrochimiche
- Solfato ferroso (FeSO4): arancio carico.
- Fenolo: porpora-violetto immediato.

## Habitat
Fungo simbionte, fruttifica sotto latifoglie (Faggio) e sotto conifere (Abete rosso), in estate-inizio autunno.

## Commestibilità
Ottima, con cautela. Velenoso da crudo. Provoca intossicazioni serie se consumata cruda o congelata.
Attenzione!                                                                Occorre prestare particolare attenzione a non confonderla con la Russula virescens, un ottimo fungo commestibile notoriamente consumato crudo da molte persone. Infatti, un'eventuale scambio tra le due specie con consumazione cruda di Russula olivacea, comporterebbe ad una seria sindrome gastrointestinale nel consumatore. Si raccomanda prudenza.

## Etimologia
Il nome deriva dal latino olivaceus, del colore delle olive.

## Sinonimi e binomi obsoleti
- Agaricus alutaceus Pers., Observationes mycologicae (Lipsiae) 1: 101 (1796)
- Agaricus olivaceus Schaeff., Icones 3: tab. 204 (1770)